# Urena lobata
Espèce
Synonymes
- Urena americana L.[1]
- Urena diversifolia Schumach.[1]
- Urena grandiflora DC.[1]
- Urena lobata var. americana (L.) Gürke[1]
- Urena monopetala Lour.[1]
- Urena reticulata Cav.[1]
- Urena tomentosa Blume[1]

Urena lobata est une plante de la famille de Malvaceae et appartenant au genre Urena. C'est une Malvacée invasive des États-Unis.
Elle est également connue sous le nom d'Aguaxima dans l'Encyclopédie de Diderot, décrite dans un article teinté d'ironie.

## Liste des sous-espèces et variétés
Selon Catalogue of Life (25 décembre 2017) :
- variété Urena lobata var. chinensis
- variété Urena lobata var. grandiflora
- variété Urena lobata var. mauritiana
- variété Urena lobata var. reticulata (Cav.) Gürke
- variété Urena lobata var. scabriuscula
- variété Urena lobata var. tricuspis (Cav.) Gürke
- variété Urena lobata var. umbonata
- variété Urena lobata var. viminea (Cav.) Gürke

Selon The Plant List (25 décembre 2017) :
- variété Urena lobata var. chinensis (Osbeck) S.Y. Hu
- variété Urena lobata var. glauca (Blume) Borss. Waalk.

Selon Tropicos (25 décembre 2017) (Attention liste brute contenant possiblement des synonymes) :
- sous-espèce Urena lobata subsp. alba
- sous-espèce Urena lobata subsp. lobata
- sous-espèce Urena lobata subsp. sinuata (L.) Borss. Waalk.
- variété Urena lobata var. americana (L. f.) Gürke
- variété Urena lobata var. chinensis (Osbeck) S.Y. Hu
- variété Urena lobata var. genuina Miq.
- variété Urena lobata var. glauca (Blume) Borss. Waalk.
- variété Urena lobata var. henryi S.Y. Hu
- variété Urena lobata var. lobata
- variété Urena lobata var. mauritiana Marais
- variété Urena lobata var. multifida (Cav.) Hochr.
- variété Urena lobata var. reticulata (Cav.) Gürke
- variété Urena lobata var. scabriuscula (DC.) Walp.
- variété Urena lobata var. sinuata (L.) Miq.
- variété Urena lobata var. tomentosa (Blume) Walp.
- variété Urena lobata var. tricuspis (Cav.) Gürke
- variété Urena lobata var. trilobata (Vell.) Gürke
- variété Urena lobata var. umbonata Marais
- variété Urena lobata var. viminea Gürke
- variété Urena lobata var. yunnanensis S.Y. Hu

## Espèce invasive
La plante peut proliférer dans des zones érodées, des champs et des pâturages. Originaire d'Amérique du Sud, elle est considérée comme mauvaise herbe et espèce invasive dans l'état de Floride aux États-Unis. Elle peut grandir de 50 centimètres à 2 mètres en un an.

## Dans l'Encyclopédie

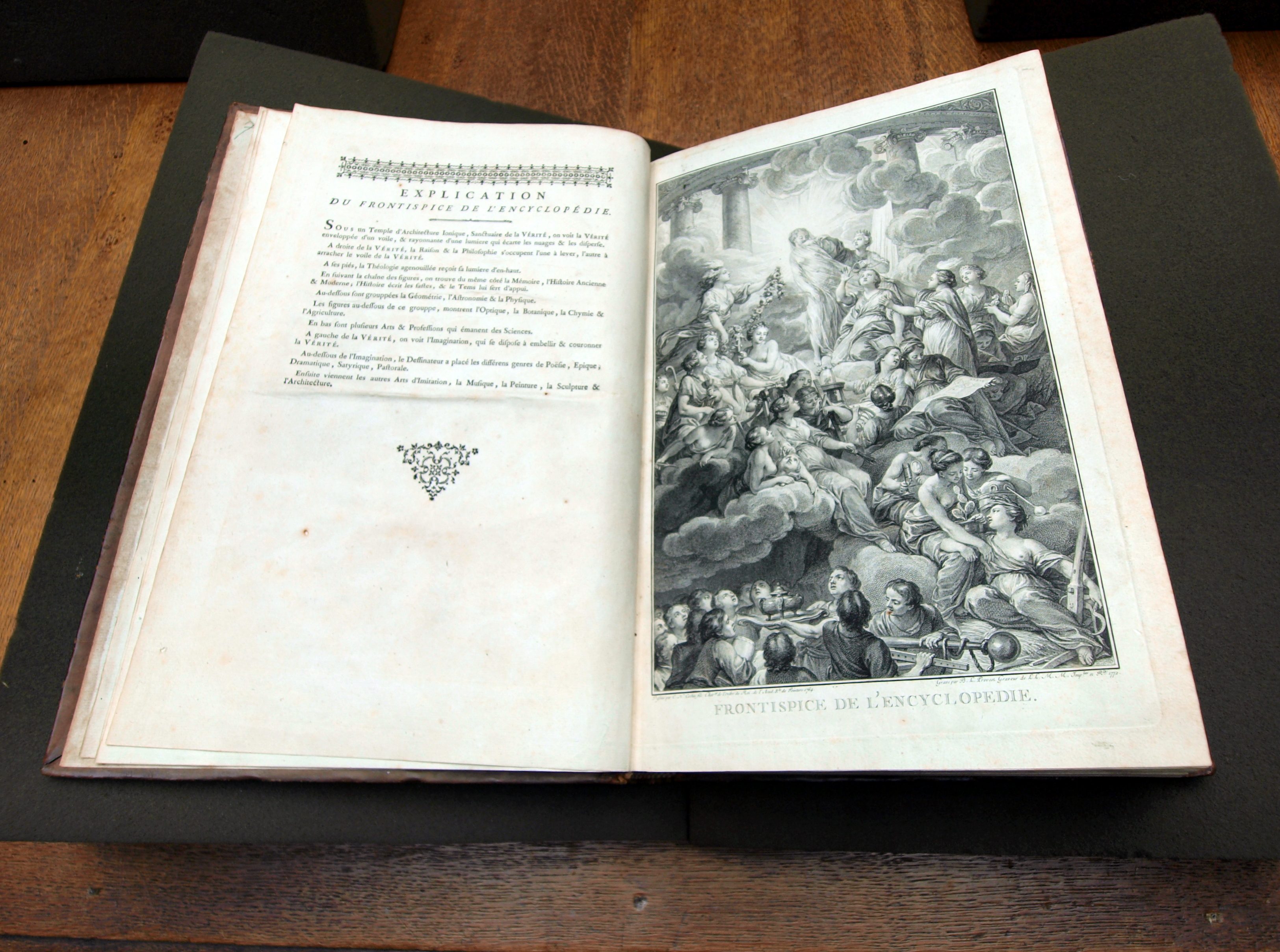
Frontispice du premier volume de l'Encyclopédie

Dans l'Encyclopédie ou Dictionnaire raisonné des sciences, des arts et des métiers, la plante est mentionnée dans un article de Denis Diderot sous le nom d'Aguaxima, un nom commun portugais pour la plante avant qu'elle ait reçu sa taxonomie officielle,,. L'aguaxima n'y est en fait décrite qu'en une phrase très courte où l'on apprend uniquement qu'on en trouve au Brésil et en Amérique du Sud. L'article est célèbre pour la prise de recul ironique de Diderot suivant cette définition, où il se demande à quoi et à qui celle-ci peut bien servir, et si l'article méritait vraiment d'être écrit. En cela il questionne le principe même de son encyclopédie, qui cherche à rassembler et compiler tout le savoir humain de façon succincte,.

« AGUAXIMA, (Hist. nat. bot.) plante du Brésil & des isles de l’Amérique méridionale. Voilà tout ce qu’on nous en dit ; & je demanderois volontiers pour qui de pareilles descriptions sont faites. Ce ne peut être pour les naturels du pays, qui vraissemblablement connoissent plus de caracteres de l’aguaxima, que cette description n’en renferme, & à qui on n’a pas besoin d’apprendre que l’aguaxima naît dans leur pays ; c’est, comme si l’on disoit à un François, que le poirier est un arbre qui croît en France, en Allemagne, &c. Ce n’est pas non plus pour nous ; car que nous importe qu’il y ait au Brésil un arbre appellé aguaxima, si nous n’en savons que ce nom ? à quoi sert ce nom ? Il laisse les ignorans tels qu’ils sont ; il n’apprend rien aux autres : s’il m’arrive donc de faire mention de cette plante, & de plusieurs autres aussi mal caractérisées, c’est par condescendance pour certains lecteurs, qui aiment mieux ne rien trouver dans un article de Dictionnaire, ou même n’y trouver qu’une sottise, que de ne point trouver l’article du tout. »

— Denis Diderot, Encyclopédie ou Dictionnaire raisonné des sciences, des arts et des métiers